# Saint-Nicolas-de-la-Grave
Saint-Nicolas-de-la-Grave một thị xã và xã ở tỉnh Tarn-et-Garonne trong vùng Tarn-et-Garonne, Pháp.